# 아나스타시야 프리호디코
아나스타시야 코스탼티니우나 프리호디코(우크라이나어: Анастасія Костянтинівна Приходько, 1987년 4월 21일 ~ )는 우크라이나의 가수이다. 유로비전 송 콘테스트 2009에서 러시아 대표로 참가했다.